# Marvin Ducksch
Marvin Ducksch est un footballeur international allemand né le 7 mars 1994 à Dortmund, qui joue au poste d'avant-centre à Birmingham City.

## Biographie
Formé au Borussia Dortmund et habitué des sélections allemandes de jeunes, il est appelé en équipe première par Jürgen Klopp en janvier 2012 pour pallier les départs cumulés de Damien Le Tallec et Mohamed Zidan.
En 2018, alors qu'il évolue avec le Holstein Kiel, il est sacré meilleur buteur de la deuxième division allemande (18 buts).
Le 25 août 2021, il s'engage en faveur du Werder Brême, relégué en 2. Bundesliga, qui a dépensé 3,2 millions d'euros pour le recruter.

## Palmarès

### En club
- Borussia Dortmund moins de 17 ans
  - Meilleur buteur de la Bundesliga Juniors (U-17) ouest en 2011 (33 buts)

 Werder Brême
- Championnat d'Allemagne D2
  - Vice-champion : 2022

### En sélection
- Équipe d'Allemagne des moins de 17 ans
  - Finaliste de l'Euro des moins de 17 ans en 2011